# مادا عبد الحميد

شعـار مسابقة دبليو دبليو إي تف إنف.

أحمد طارق عبد الحميد (وشهرته مادا عبد الحميد) هو مصارع مصري/نيوزيلاندي من مواليد عام 1988 بمحافظة الجيزة في مصر، عاش في مصر لمدة 8 اعوام ثم انتقل إلى السعودية ثم إلى نيوزيلندا وهو في الثامنة من عمره، يمتلك الجنسية المصرية والجنسية النيوزيلندية، متزوج ولديه طفل، كان لاعب كرة سلة في الصغر عندما كان عمره 14 عامـًا، ويذكر انه كان طفل بدينـًا في فترة طفولته  وكان يسخر منه أصدقاءه بسبب هذا فقرر وقتها ان يغير شكل جسمه إلى الأفضل واتجه إلى عالم المصارعة الحرة.

## مسابقـة Tough Enough[2]
متسابق ضمن المتسابقين في المسابقة، ويُعد مادا أول مشترك عربى في هذه المسابقة الضخمة دبليو دبليو إي تف إنف تتميز فكرة البرنامج بانه يشارك فيه مجموعة من المشاهير الذين يمرون بتدريب حقيقي للمصارعة والفائز يفوز بعقد عمل مع (الدبليو دبليو أي) المصارعة العالمية الترفيهية للظهور في برامجها التلفزيونية.. ويقوم بتقديم المسابقة نجم المنظمة وفرقة Fozzy، كريس جيريكو، أما لجنة التحكيم فستتكون من أسطورة أساطير المصارعة هالك هوجان والنجم دانيال براين والنجمة الشابة بايج (مصارعة)، ولكن تم استبدال هالك هوجان بـذا ميز بسبب فضيحة هالك هوجان العنصرية، فيما سيقوم بتدريب الـ13 متسابق كل من نجوم المصارعة السابقين بوكر تي وبيلي جن، بالإضافة إلى إحدى أعظم المصارعات في التاريخ، ليتا.